# Ramiro Corrales
Ramiro Corrales (Salinas, 12 de março de 1977) é um ex-futebolista norte-americano que atuava como zagueiro.

## Carreira
Começou, como a maioria dos futebolistas dos EUA, em torneios universitários, atuando pelo California Jaguars.
Corrales atuou pelo San José Clash, Miami Fusion, MetroStars, San José Earthquakes, Hamarkameratene e Brann até retornar aos Earthquakes em 2008. Se aposentou ao final da temporada 2013 da MLS.

## Seleção
Corrales representou a Seleção Estadunidense de Futebol nas Olimpíadas de 2000. ele jogou entre 1996 e 2008 pela Seleção dos EUA. Não foi para as últimas três Copas (1998, 2002 e 2006).